# 1974-es afrikai nemzetek kupája
1974-ben került megrendezésre a 9. afrikai nemzetek kupája. A házigazda Egyiptom volt, a viadalnak négy város  adott otthont. A végső győzelmet Zaire válogatottja szerezte meg, az együttes a döntőben Zambia csapatát múlta felül újrajátszott döntőben 2-0 arányban, 2-2-es első mérkőzést követően.

## Helyszínek
| Város      | Stadion | Befogadóképesség |
| ---------- | ------- | ---------------- |
| Kairó      |         |                  |
| Alexandria |         |                  |
| Mehalla    |         |                  |
| Damanhur   |         |                  |

## Selejtezők
Az Afrikai Labdarúgó-szövetség 30 tagja nevezett a kontinensviadalra, ezek közül hat csapat a selejtezők során visszalépett. Hat csapat kvalifikálta magát a kontinensviadalra. Selejtezők nélkül jutott ki a házigazda Egyiptom valamint a címvédő, Kongó-Brazzaville.

## Részt vevő csapatok
| - Egyiptom (házigazda) - Elefántcsontpart - Kongó-Brazzaville (címvédő) - Guinea | - Mauritius - Uganda - Zaire - Zambia |  |

## Eredmények

### Csoportkör

#### A csoport
| Csapat           | M | Gy | D | V | Rg | Kg | Gk | P |
| ---------------- | - | -- | - | - | -- | -- | -- | - |
| Egyiptom         | 3 | 3  | 0 | 0 | 7  | 2  | +5 | 6 |
| Zambia           | 3 | 2  | 0 | 1 | 3  | 3  | 0  | 4 |
| Uganda           | 3 | 0  | 1 | 2 | 3  | 5  | -2 | 1 |
| Elefántcsontpart | 3 | 0  | 1 | 2 | 2  | 5  | -3 | 1 |

| 1974. március 1. |

| Egyiptom | 2–1   | Uganda |
| -------- | ----- | ------ |
|          | (1–1) |        |

| Kairó |

| 1974. március 2. |

| Zambia | 1–0 | Elefántcsontpart |
| ------ | --- | ---------------- |
|        |     |                  |

| Mehalla |

| 1974. március 4. |

| Egyiptom | 3–1   | Zambia |
| -------- | ----- | ------ |
|          | (2–1) |        |

| Kairó |

| 1974. március 4. |

| Elefántcsontpart | 2–2 | Uganda |
| ---------------- | --- | ------ |
|                  |     |        |

| Mehalla |

| 1974. március 6. |

| Egyiptom | 2–0   | Elefántcsontpart |
| -------- | ----- | ---------------- |
|          | (2–0) |                  |

| Kairó |

| 1974. március 6. |

| Zambia | 1–0 | Uganda |
| ------ | --- | ------ |
|        |     |        |

| Mehalla |

#### B csoport
| Csapat            | M | Gy | D | V | Rg | Kg | Gk | P |
| ----------------- | - | -- | - | - | -- | -- | -- | - |
| Kongó-Brazzaville | 3 | 2  | 1 | 0 | 5  | 2  | +3 | 5 |
| Zaire             | 3 | 2  | 0 | 1 | 7  | 4  | +3 | 4 |
| Guinea            | 3 | 1  | 1 | 1 | 4  | 4  | 0  | 3 |
| Mauritius         | 3 | 0  | 0 | 3 | 2  | 8  | -6 | 0 |

| 1974. március 3. |

| Zaire | 2–1   | Guinea |
| ----- | ----- | ------ |
|       | (1–1) |        |

| Damanhur |

| 1974. március 3. |

| Kongó-Brazzaville | 2–0 | Mauritius |
| ----------------- | --- | --------- |
|                   |     |           |

| Alexandria |

| 1974. március 5. |

| Guinea | 2–1 | Mauritius |
| ------ | --- | --------- |
|        |     |           |

| Damanhur |

| 1974. március 5. |

| Kongó-Brazzaville | 2–1   | Zaire |
| ----------------- | ----- | ----- |
|                   | (0–1) |       |

| Alexandria |

| 1974. március 7. |

| Guinea | 1–1   | Kongó-Brazzaville |
| ------ | ----- | ----------------- |
|        | (0–0) |                   |

| Alexandria |

| 1974. március 7. |

| Zaire | 4–1 | Mauritius |
| ----- | --- | --------- |
|       |     |           |

| Damanhur |

### Egyenes kieséses szakasz
|  |                         |                   |           |                          |       |       |       |       |
|  | Elődöntők               | Elődöntők         | Elődöntők |                          |       | Döntő | Döntő | Döntő |
|  | Elődöntők               | Elődöntők         | Elődöntők |                          |       | Döntő | Döntő | Döntő |
|  | március 9. – Kairó      |                   |           |                          |       |       |       |       |
|  |                         |                   |           |                          |       |       |       |       |
|  | Egyiptom                | Egyiptom          | 2         |                          |       |       |       |       |
|  | Egyiptom                | Egyiptom          | 2         | március 12., 14. – Kairó |       |       |       |       |
|  | Zaire                   | Zaire             | 3         |                          |       |       |       |       |
|  | Zaire                   | Zaire             | 3         |                          |       | Zaire | Zaire | 2 (2) |
|  | március 9. – Alexandria |                   |           |                          |       | Zaire | Zaire | 2 (2) |
|  |                         |                   | Zambia    | Zambia                   | 2 (0) |       |       |       |
|  | Kongó-Brazzaville       | Kongó-Brazzaville | Zambia    | Zambia                   | 2 (0) | 2     |       |       |
|  | Kongó-Brazzaville       | Kongó-Brazzaville |           |                          |       |       |       |       |
|  | Zambia                  | Zambia            | 4         |                          |       |       |       |       |
|  | Zambia                  | Zambia            | 4         | Bronzmérkőzés            |       |       |       |       |
|  |                         |                   |           |                          |       |       |       |       |
|  | március 11. – Kairó     |                   |           |                          |       |       |       |       |
|  |                         |                   |           |                          |       |       |       |       |
|  | Egyiptom                | Egyiptom          | 4         |                          |       |       |       |       |
|  | Egyiptom                | Egyiptom          | 4         |                          |       |       |       |       |
|  | Kongó-Brazzaville       | Kongó-Brazzaville | 0         |                          |       |       |       |       |
|  | Kongó-Brazzaville       | Kongó-Brazzaville | 0         |                          |       |       |       |       |

#### Elődöntők
| 1974. március 9. |

| Egyiptom | 2–3   | Zaire |
| -------- | ----- | ----- |
|          | (1–0) |       |

| Kairó |

| 1974. március 9. |

| Kongó-Brazzaville | 2–4 (h.u.) | Zambia |
| ----------------- | ---------- | ------ |
|                   |            |        |

| Alexandria |

#### 3. helyért
| 1974. március 11. |

| Egyiptom | 4–0   | Kongó-Brazzaville |
| -------- | ----- | ----------------- |
|          | (2–0) |                   |

| Kairó |

#### Döntő
| 1974. március 12. |

| Zaire | 2–2 (h.u.)          | Zambia |
| ----- | ------------------- | ------ |
|       | (0–1, 1 - 1, 2 - 2) |        |

| Kairó Játékvezető: Saad Gamar |

| 1974. március 14. |

| Zaire | 2–0   | Zambia |
| ----- | ----- | ------ |
|       | (1–0) |        |

| Kairó Játékvezető: Saad Gamar |

| 1974-es afrikai nemzetek kupája bajnoka: |
| ---------------------------------------- |
| ZAIRE 2. cím                             |

## Gólszerzők
9 gól
- Mulamba N'daye